# Слънце (издателство)
Издателство „Слънце“ е основано през 1937 г. от журналиста Стефан Кабакчиев. Бързо печели популярност с изданията на Джек Лондон, Майн Рид, Карл Май, Джон Стайнбек и др. През 1947 г. издателството е национализирано, а цялата му продукция е унищожена. Възстановено е през 1990 г. от дъщерята на основателя – Надежда Кабакчиева.
Издателството е съосновател и член на Асоциация „Българска книга“. Надежда Кабакчиева е председател на асоциацията от 2003 до 2005 г.

## Издания
През годините с логото на „Слънце“ са излезли стотици книги с общ тираж от няколко милиона екземпляра, сред които емблематичната „Библия за деца“, която в периода 1991 – 2016 г. претърпява 23 издания с общ тираж от почти 2 милиона екземпляра. Сред бестселърите на „Слънце“ през годините са биографиите на бележити личности като Принцеса Даяна, Маргарет Тачър, Владимир Путин, Даниел Митеран, Опра Уинфри, Елизабет Тейлър, Аертон Сена, Силви Вартан, Николай Хайтов, Тодор Колев, Емил Димитров, Лили Иванова, Стоянка Мутафова и много други, включени в поредицата „Прочутите“. Друга изключително популярна поредица на издателството е „Свидетелства на времето“, съдържаща документални книги на популярни разследващи журналисти като Юрген Рот, Григор Лилов, Веселина Томова, Кристи Петрова и др. Многообразното портфолио на издателството включва и поредици като „Книги за родители“, „Журналисти и медии“, „Енергия на душата“ и др.